# Dante Swanson
Dante Swanson (ur. 23 stycznia 1981 roku w Wagoner) – amerykański koszykarz. W latach 2003–2010 występował w Polskiej Lidze Koszykówki w zespołach Astorii Bydgoszcz, Anwilu Włocławek, Śląska Wrocław oraz AZS Koszalin.

## Osiągnięcia
NCAA
- Mistrz:
  - turnieju:
    - NIT (2001)
    - konferencji USA (2003)

  - sezonu regularnego konferencji:
    - Western Athletic (WAC – 2000)
    - USA (2002)
- Wicemistrz turnieju WAC (2001, 2002)
- Uczestnik rozgrywek:
  - Elite 8 turnieju NCAA (2000)
  - II rundy turnieju NCAA (2000, 2002, 2003)
- Zaliczony do:
  - I składu defensywnego:
    - WAC (2001)
    - C-USA 2002)

  - II składu C-USA (2002)
- Lider NCAA w skuteczności rzutów za 3 punkty (2002 – 49%)[1]

Drużynowe
- 2-krotny wicemistrz Polski (2005, 2006)
- Puchar Polski (2010)

Indywidualne
- MVP Pucharu Polski (2010)
- Mecz Gwiazd PLK (2004, 2006, 2010)[2][3]
- II piątka TBL według dziennikarzy (2010)[4]
- Lider sezonu zasadniczego PLK w średniej przechwytów (2004)[5]

## Statystyki podczas występów w PLK
- Sezon 2003/2004 (Astoria Bydgoszcz): 28 meczów (średnio 17,9 punktu, 3,6 zbiórki oraz 3,6 asysty w ciągu 33,1 minuty)
- Sezon 2004/2005 (Anwil Włocławek): 17 meczów (średnio 13,2 punktu, 3,5 zbiórki oraz 3 asysty w ciągu 26,8 minuty)
- Sezon 2005/2006 (Śląsk Wrocław oraz Anwil Włocławek): 35 meczów (średnio 11,2 punktu, 3,3 zbiórki oraz 2,9 asysty w ciągu 27,6 minuty)
- Sezon 2007/2008 (AZS Koszalin): 8 meczów (średnio 8,5 punktu, 1,8 zbiórki oraz 2,1 asysty w ciągu 21,6 minuty)
- Sezon 2008/2009 (AZS Koszalin): 25 meczów (średnio 12,3 punktu, 4 zbiórki oraz 3,1 asysty w ciągu 25,9 minuty)
- Sezon 2009/2010 (AZS Koszalin): 21 meczów (średnio 16 punktów, 4,2 zbiórki oraz 5,2 asysty w ciągu 32,2 minuty)

## Kontrowersje i zarzuty
31 marca 2009 roku Dante Swanson został zawieszony w prawach zawodnika w związku ze stosowaniem niedozwolonych środków.